# شوقی بن طایب
شوقی بن طایب (انگلیسی: Chawki Bentayeb؛ زادهٔ ۱ مهٔ ۱۹۶۲) بازیکن فوتبال اهل الجزایر بود.
از باشگاه‌هایی که در آن بازی کرده‌است می‌توان به باشگاه فوتبال المپیک شلف اشاره کرد.
وی همچنین در تیم ملی فوتبال الجزایر بازی کرده‌است.